# 玛格丽塔·格兰巴西
玛格丽塔·格兰巴西（義大利語：Margherita Granbassi，1979年9月1日—），生于的里雅斯特，意大利女子击剑运动员。在2008年北京奧運獲得個人花劍和團體花劍銅牌。
其他比賽成績包括2006年世界擊劍錦標賽獲花劍金牌，以及團體花劍銀牌。